# Meester met de papegaai

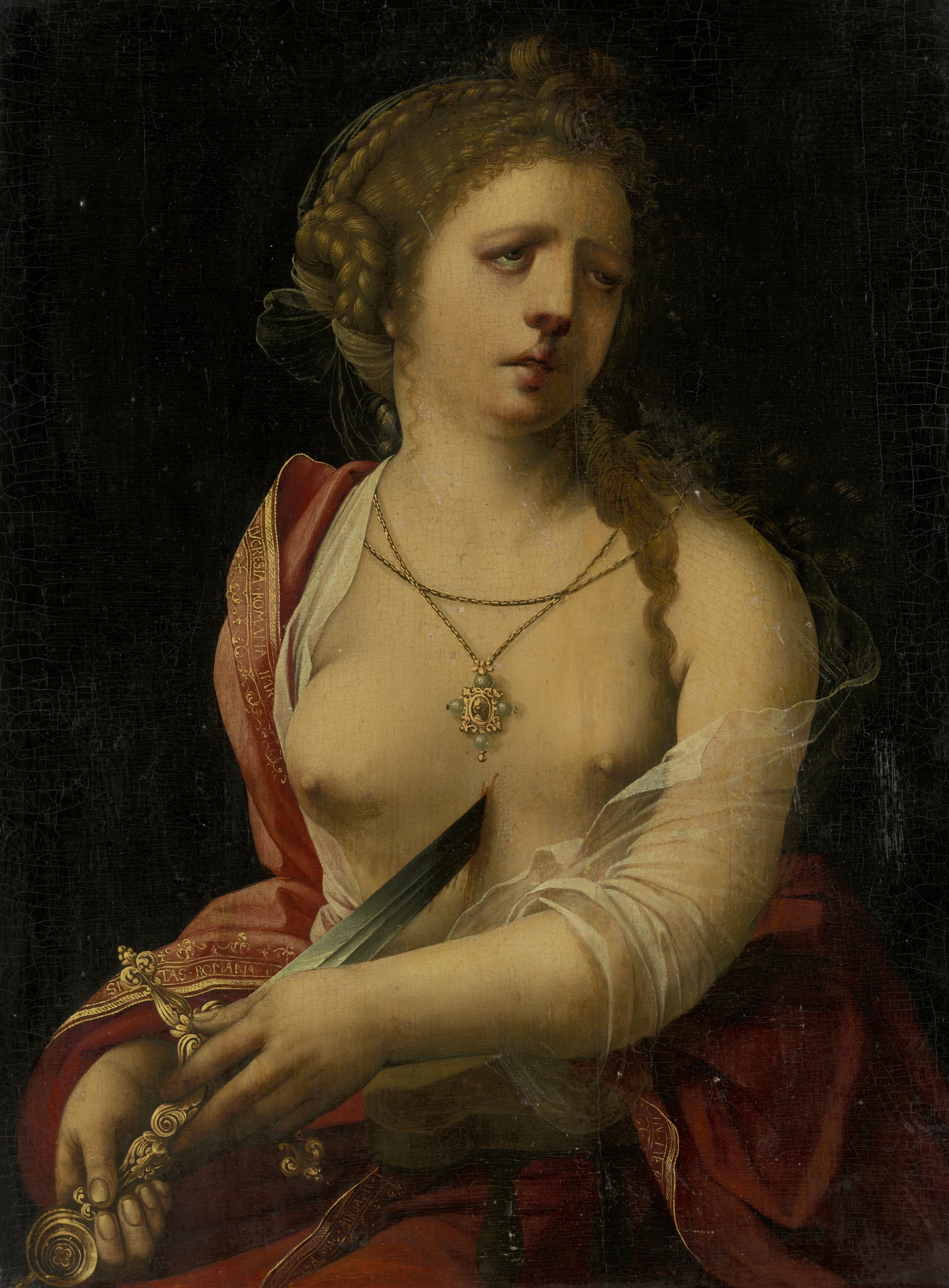
De zelfmoord van Lucretia (Rijksmuseum Amsterdam)

De Meester met de papegaai is de noodnaam van een kunstschilder actief in Antwerpen in de eerste helft van de 16e eeuw. De noodnaam werd gegeven door kunsthistoricus Max Jakob Friedländer omdat er op meerdere van de werken die aan hem worden toegeschreven een papegaai is afgebeeld. Op basis van een werk gesigneerd door Cornelis Bazelaere gevonden in Frankrijk, gaat men er nu vanuit dat hij kan geïdentificeerd worden met de Meester met de papegaai.
Op basis van zijn stijl is er verwantschap met de werken van Pieter Coecke van Aelst en van de Meester van de vrouwelijke halffiguren.

## Werken (selectie)
- De zelfmoord van Lucretia (Rijksmuseum Amsterdam)
- Maria met Kind (meerdere versies)